# Cité administrative Blanqui
Pour les articles homonymes, voir Blanqui.
La Cité administrative Blanqui est une cité située dans la ville de Limoges.

## Situation
Le monument se trouve rue Jean-Pierre-Timbaud, place Blanqui ; anciennement rue de la Caserne. 

## Histoire
La cité est un ancien séminaire construit en 1680 et remanié en 1824. Le 20e régiment de dragons s'y installa pendant une période ; la cité a été réhabilitée en habitations. 
Son nom vient d'Auguste Blanqui, un révolutionnaire socialiste français défendant pour l'essentiel les mêmes idées que le mouvement socialiste du XIXe siècle.
L'édifice est partiellement inscrit au titre des monuments historiques par arrêté du 24 août 2005.